# Parque nacional Blåfjella-Skjækerfjella
El parque nacional Blåfjella-Skjækerfjella se encuentra en el fylke de Trøndelag en Noruega. Es el tercer parque nacional en tamaño de la Noruega continental y una de las zonas vírgenes más grandes que quedan. Se encuentra en los municipios de Verdal, Snåsa, Grong, Lierne y Steinkjer. El terreno se caracteriza por llanuras de montaña, lagos, valles boscosos, pantanos y unas pocas cumbres (Midtliklumpen alcanza 1333 m s. n. m.). Hay unos cuantos refugios disponibles para pasar la noche, aunque no se mantienen los senderos durante el invierno.
El parque es conocido como el lugar en el que la picea fue introducida por vez primera en Noruega. Hay una gran variedad de tipos naturales, incluyendo zonas de bosque primario en los valles. La flora incluye tanto especies costeras como otras que son más propias de tierra adentro, y plantas alpinas. La geología incluye tanto un lecho de roca suave bueno para el crecimiento de las plantas, como zonas de lecho rocoso muy duro con una vida vegetal mucho más pobre. Se han observado 28 especies de mamíferos en el parque, incluyendo el infrecuente zorro ártico y todos los grandes depredadores en la Noruega continental, incluyendo el oso pardo y el lince, aunque el lobo gris se ve sólo raramente. Hay tres especies de cérvidos, incluyendo alces y venados. Junto al parque hay cuatro reservas naturales. 
Hay algunos lugares de cultura sami, incluyendo enterramientos. 
El Parque nacional Gressåmoen, que se creó en 1970 y tenía una superficie de 182 km², fue incorporado al parque nacional Blåfjella-Skjækerfjella en 2004. El Parque nacional Lierne se encuentra justo al este del parque nacional Blåfjella-Skjækerfjella. 

## Los nombres
Blåfjella significa "las montañas azules" (-fjella es el plural de fjell, "montaña"). El primer elemento en Skjækerfjella es el plural skjæker "astas, mangos" (de una vagoneta) - refiriéndose aquí a las largas cresterías de las montañas.